# Zeja (fiume)

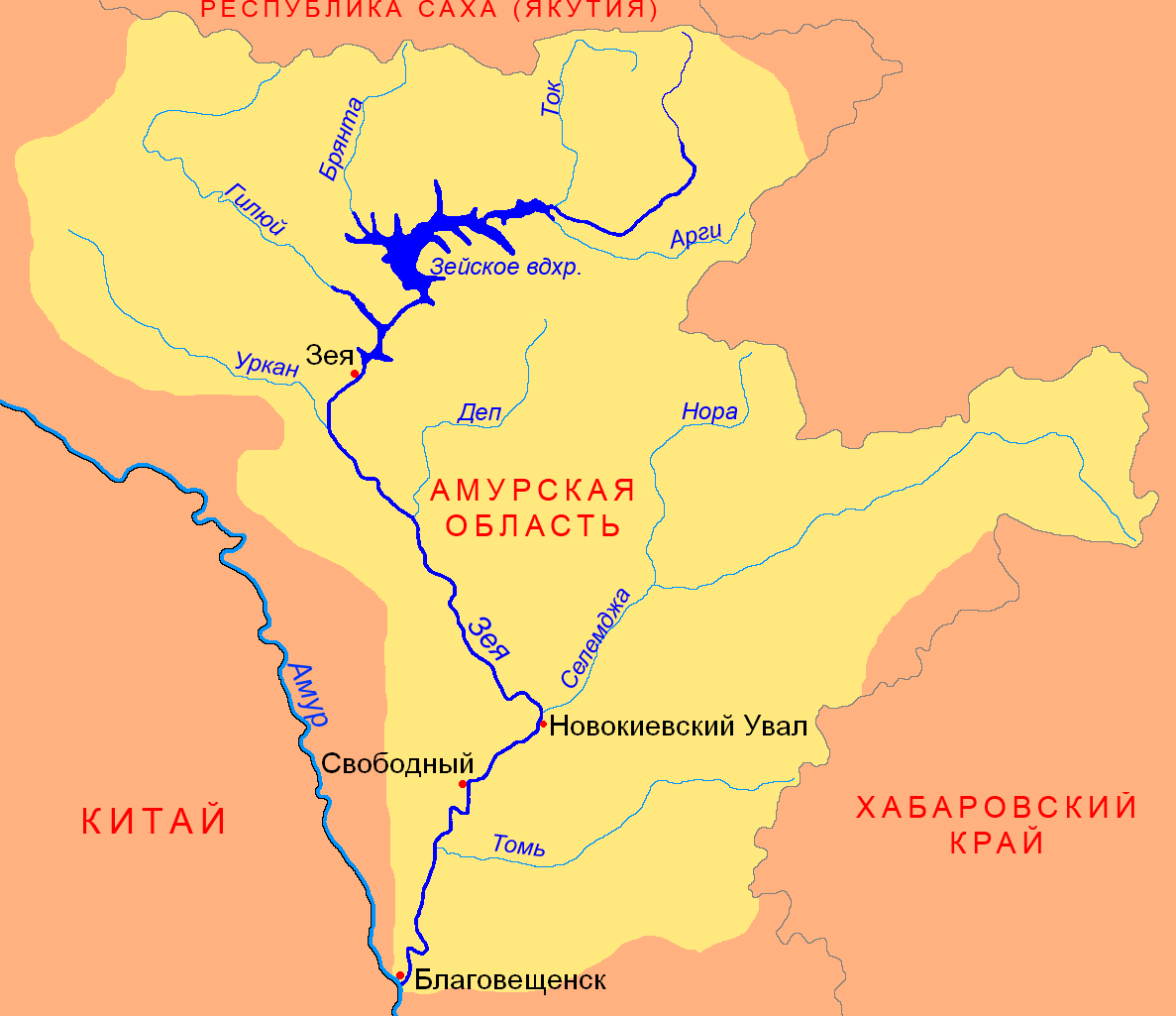
Bacino della Zeja

La Zeja (in russo Зе́я?, dal termine evenki джеэ, džeė, letteralmente "lama"; in cinese 结雅河S, Jiéyǎ héP; in mancese ᠵᡳᠩᡴᡳᡵᡳ
ᠪᡳᡵᠠ, Jingkiri bira) è un fiume dell'estremo oriente russo (Oblast' dell'Amur), affluente sinistro dell'Amur.
Nasce dal versante meridionale dei monti Stanovoj, all'estremità nordorientale della oblast' dell'Amur; scorre dapprima nel loro pedemonte, con direzione meridionale, entrando successivamente in una zona più pianeggiante (bassopiano dell'alta Zeja) formando il bacino artificiale omonimo, creato a monte dello sbarramento costruito presso la cittadina omonima. Ricevuto dalla destra l'affluente Giljuj, prosegue nel suo corso con direzione sudoccidentale, bordeggiando ad est la piccola catena dei monti Tukuringra, volgendosi poi verso sudest in corrispondenza della confluenza dell'altro tributario Urkan. In corrispondenza della confluenza da sinistra della Selemdža, l'ultimo dei suoi affluenti di rilievo, la Zeja prende nuovamente direzione sudoccidentale, percorrendo il margine occidentale del bassopiano della Zeja e della Bureja, bagnando la città di Svobodnyj, sfociando infine nell'Amur non lontano dalla importante città di Blagoveščensk.
Oltre ai già citati Giljuj, Urkan e Selemdža, altri tributari di qualche rilievo sono Tok, Mul'muga, Brjanta, Tygda, Bol'šaja Përa dalla destra idrografica, Ivanovka, Kupuri, Argi, Temna, Dep, Tom', Urkan (omonimo dell'Urkan affluente di destra), Birma e Belaja dalla sinistra.
Il fiume, a causa delle dure condizioni climatiche, è gelato mediamente dai primi di novembre fino ai primi di maggio; in questo periodo si toccano i valori minimi di portata d'acqua, mentre le piene sono prevalentemente estive, in risposta alla distribuzione annua delle piogge, che manifestano uno spiccato massimo estivo in seguito all'influsso del monsone asiatico.
La Zeja è navigabile normalmente per diverse centinaia di chilometri a monte della foce, fino a Zeja; nei periodi di piena si può risalire ancora più a monte, fino all'insediamento di Bomnak.